# Вила Равера
Вила „Равера“ (на итал. Villa Ravera), по-рано известна като Вила Демария (Villa Demaria), е историческа резиденция в град Ивреа, Пиемонт, Северна Италия.

## История
Вилата е построена през 1897 г. по проект на инж. Бараджоли по поръчка на д-р Федерико Демария, главен лекар на болницата в Ивреа и съпруг на Анджела Барати, принадлежаща към известното семейство на миланските сладкари. Бул. „Константино Нигра“, по протежението на който се намира вилата, по онова време е една от най-засегнатите от строителното развитие улици в Ивреа, тъй като всъщност е артерията, свързваща историческия център на града с гарата през Новия мост.
По време на нацистко-фашистката окупация на Северна Италия вилата е  щабквартирата на германското командване, разположено в Ивреа. Близостта на резиденцията до железопътния мост обаче не попречва на партизаните да успеят да го взривят, като по този начин прекъснат жп линията Кивасо –  Аоста.
През 1946 г. сем. Демария продава имота на Филипо Бертолети, собственик на фабрика за чадъри в Ивреа. Последният, неспособен да изпълни поетите ангажименти, трябва на свой ред да продаде имота, който е закупен от сем. Одерио за дъщеря им Олга. Олга се жени за Марио Равера, кардиолог от Ивреа, чието име сега носи вилата. Децата им все още живеят там.

## Описание
Сградата се намира на бул. „Константино Нигра“, от другата страна на улицата спрямо Палацо Равера. Имотът граничи на север с градината на Вила Луиза.
Вилата е с еклектичен стил с неоренесансово вдъхновение. Сградата е резултат от сложна артикулация на различни обеми: основен, два етажа, аркади, лоджии и терасовиден аванкорпус на три етажа на главната фасада. Преднамерено асиметричните фасади имат облицовка от груб камък на мецанина и тухлена зидария на горните етажи. Отворите от друга страна са разнообразно оформени, като се редуват единични прозорци със сдвоени отвори.
Особено сложният декоративен апарат включва фризове с латински максими, изобразителни ленти с мотиви от канделабри, херувими и камеи, релефни картуши, балюстради, корнизи и дървени конзоли. Богато изработената железария на пилоните, лампионите и оградата допълват картината.
Вътре в имота има и място за караулка в стил хижа, първоначално използвана като конюшня за конете на сем. Демария. На горния етаж пък се е намирало жилището на коняра. Сградата е с флорални орнаменти, украсени с корнизи дървени конзоли за поддържане на покривите и метални  lambrequins за украсата им.

## Галерия с изображения
- Изглед към вилата
- Детайл на фасадата, с датата на завършване
- Хижата на охраната